# The Spoils
The Spoils — сингл тріп-хоп гурту Massive Attack, реліз якого відбувся 29 липня 2016 року.

## Список композицій
| #     | Назва                                  | Тривалість |
| ----- | -------------------------------------- | ---------- |
| 1.    | «The Spoils» (featuring Hope Sandoval) | 5:45       |
| 2.    | «Come Near Me» (featuring Ghostpoet)   | 4:54       |
| 10:41 |                                        |            |